# Hylophilus muscicapinus
Hylophilus muscicapinus là một loài chim trong họ Vireonidae.